# シンガポールの鉄道

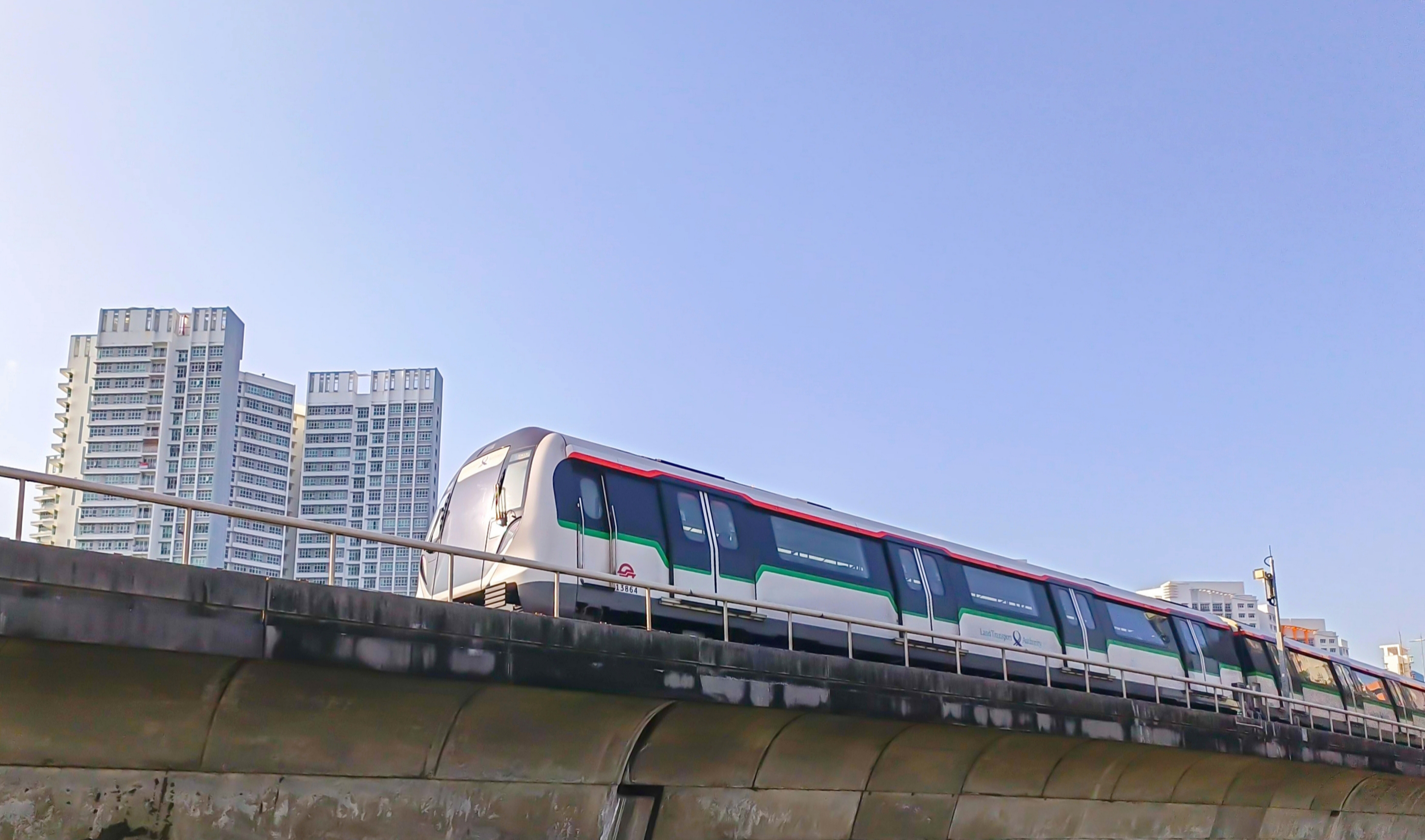
R151系電車

シンガポールの鉄道（シンガポールのてつどう）ではシンガポールにおける鉄道について記す。
シンガポールにはマレーシアから乗り入れてきたマレー鉄道のウッドランズ・トレイン・チェックポイントがジョホール海峡沿いにあるほか、高架鉄道・地下鉄としてMRT・LRT、モノレールが存在する。
イギリス植民地時代には、クランジへの軽便鉄道（1885年開通）や路面電車、トロリーバスも存在したが、いずれも独立前に廃止された。

## 国内

### マス・ラピッド・トランジット（MRT）

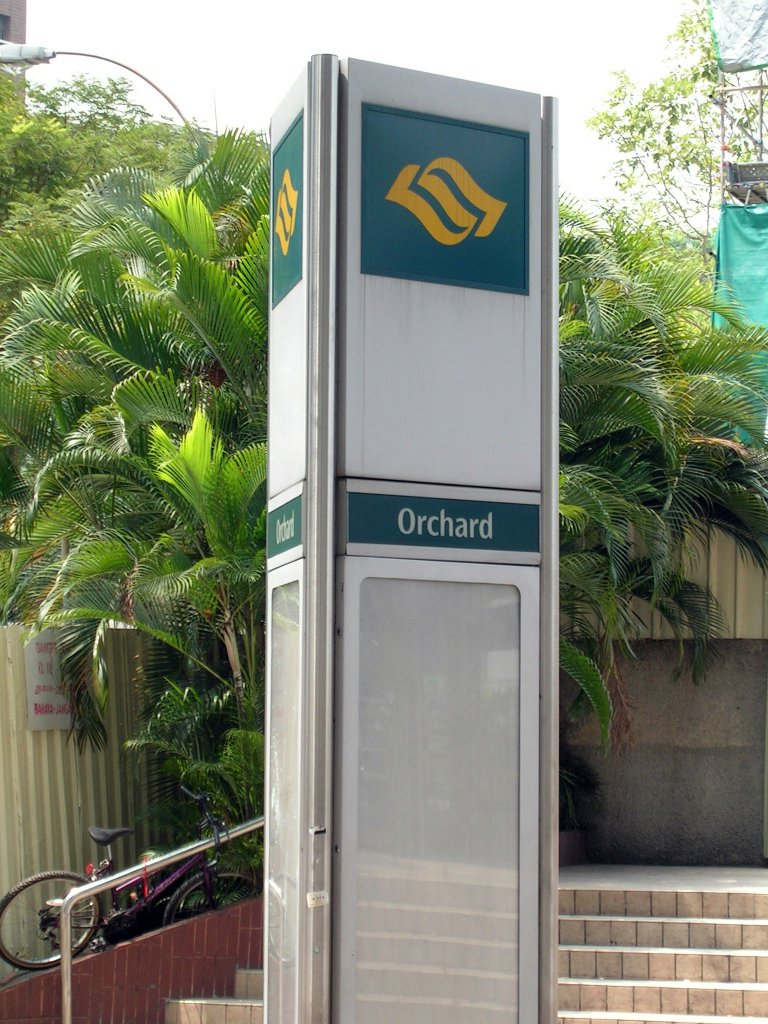
MRTオーチャード駅の標識

シンガポールにはMRT (Mass Rapid Transit) と呼ばれる高架鉄道・地下鉄が存在する。現在、南北線・東西線・環状線・トムソン・イーストコースト線がSMRTにより、北東線・ダウンタウン線がSBS Transitにより運行され、都心部に関しては地下を走り、他では高架線を走る。チャンギ国際空港にも支線が乗り入れ、都心からのアクセスとしての役割も果たしている。

### ライト・ラピッド・トランジット（LRT）
また、LRT（Light Rapid Transitの略で、ライトレールではない）と呼ばれる日本でいう新交通システム (AGT) もSMRTとSBS Transitの2社により3路線が運行されている。

### 路面電車
1886年から1894年まで運行していた蒸気機関の路面電車と1905年から1927年まで運行していた路面電車が存在した。いずれも成功せず、短命に終わった。路面電車の廃止後は1962年までトロリーバスが運行されていた。

## 国際

### マレー鉄道
元々シンガポールがマレーシアから独立した経緯もあり、1903年に開通していた鉄道路線は、1965年の独立後も敷地および線路・駅等の施設は、マレーシアの政府全額出資会社である鉄道資産公社の所有であり、シンガポール政府の委託を受け、運営・運行をマレーシア鉄道公社がおこなっている。シンガポール側は、シンガポール領内の鉄道施設を譲渡するようにマレーシア側に要求していた。
2010年5月24日、両国首脳会談においてタンジョン・パガー駅（シンガポール駅）を廃止し、列車の発着を国境近くのウッドランズ・トレイン・チェックポイントに移転することを合意。2011年6月30日の営業を以て同国内を走る大部分の路線が廃止され、また変則的な出入国も解消された（詳細後述）。跡地は両国が共同出資した合弁会社により再開発が予定されている。
2015年7月1日、マレーシア側国境駅であるJBセントラルとウッドランズとの間を走るシャトル列車（シャトル・テブラウ）が運行開始。これにともない、シンガポール側からJBセントラル以北へ直通する列車の設定は無くなった。

#### 変則的な出入国審査
かつてはシンガポール駅でマレーシア・シンガポール両国の出入国審査がおこなわれていたが、1998年にシンガポールの出入国審査だけが国境検問所専用駅となるウッドランズ・トレイン・チェックポイントに移された。シンガポールからマレーシアへ向かう場合、シンガポール駅でマレーシアの入国審査がおこなわれ、その後、ウッドランズ・トレイン・チェックポイントでシンガポールの出国審査がおこなわれるため、出入国審査の順番が逆転することとなった。
そのため、マレーシア入国証印がパスポートに押されず（入国申告書は回収されない）、マレーシア出国時にトラブルの原因となっていた。シンガポールから鉄道でマレーシアに出国する際には、タンジョン・パガーでマレー鉄道乗車を示す印が押印されたマレーシアの出入国申告書や切符を保管しておく必要があった。
一方マレーシアからシンガポールへ向かう列車では、マレーシアの出国審査はマレーシア側の国境駅であるJBセントラル駅に停車中の列車内もしくはJBセントラル駅構内で行っていた。

#### 廃線跡
シンガポール駅～ウッドランズ間の約24キロの廃線跡は大半のレールが外されたが、熱帯雨林の生態系と鉄道土木構造物を体感できる遊歩道の「グリーン・レール・コリドー（緑の鉄道回廊）」として整備されている。

#### 歴史
- 1900年4月16日 - シンガポール・クランジ鉄道(Singapore Government Railway)起工式開催。
- 1903年1月1日 - シンガポール駅（フォート・カンニング・ヒル西南の麓）-ニュートン駅～カルニー駅～ブキッ・ティマ(旧)駅間開通。
- 1903年4月10日 - ブキッ・ティマ(旧)駅～ブキッ・パンジャン駅～マンダイ駅～ウッドランズ駅間延長開通 (シンガポール～ウッドランズ間：16.79マイル)。
- 1903年7月16日 - カルニー～ブキッ・ティマ間にホーランド・ロード駅開業。
- 1903年 - ウッドランズ～ジョホール・バル間に鉄道連絡船(2隻)就航。
- 1907年1月21日 - シンガポール駅はタンク・ロード沿いに移転しタンクロード駅と改称。タンクロード駅～ボルネオ埠頭駅～パシル・パンジャン駅間延長開通。
- 1908年4月1日 - タンクロード駅～ボルネオ埠頭駅間にピープルズ・パーク駅開業。
- 1918年 - シンガポール・クランジ鉄道は、マレー連合州に$4,136,000で売却され、マレー連合州鉄道(Federated Malay States Railway (FMSR))となる。
- 1923年9月17日 - ジョホール・バル駅～ウッドランズ間(0.54マイル)開通。ジョホール・シンガポール・コーズウェイ経由の貨物列車運行開始。
- 1923年10月1日 - ジョホール・シンガポール・コーズウェイ経由の旅客列車運行開始。ウッドランズ駅廃止。
- 1924年6月28日 - ジョホール・シンガポール・コーズウェイ(道路)開通。
- 1932年5月2日 17時15分 - ケッペル・ロード駅開業式。これに先立ち、開業式典への出席者を乗せた臨時列車をブキッ・パンジャン駅からケッペル・ロード駅へ運行。
- 1932年5月2日 20時30分 - タンクロード駅発クアラ・ルンプール行最終列車発車。
- 1932年5月3日 - ブキッ・パンジャン駅～ブキッ・ティマ(旧)駅～タンクロード駅間廃止。ブキッ・パンジャン駅～ブキッ・ティマ(新)駅～タングリン～アレキサンドラ駅-ケッペル・ロード駅間(8.52マイル)開通。
- 1932年5月3日 8時00分 - ケッペル・ロード発クアラ・ルンプール行き始発列車発車。
- 1936年～1937年 - タンク・ロード～ブキッ・ティマ間施設撤去
- 1965年8月9日 - マレーシアから分離独立したシンガポールが建国。
- 1965年11月11日 - ブキッ・ティマ～ジュロン間(6マイル)支線が開通。
- 1972年年末 - シンガポールでの蒸気機関車運行停止。
- 1992年8月1日 - 1991年に成立したマレーシア鉄道法に基き、マレーシア政府全額出資のKTMB設立。
- 1993年9月 - イースタン・オリエンタル・エクスプレス (シンガポール～クアラ・ルンプール～バンコック間) 運行開始
- 1990年代中期 - ジュロン支線廃止。
- 1998年8月1日 - ウッドランズ・トレイン・チェックポイント供用開始
- 2010年10月21日 - JBセントラル駅が開業(ジョホール・バル駅営業終了)
- 2011年6月30日 - シンガポール駅～ウッドランズ間廃止。シンガポール側の終着駅がウッドランズに移転
- 2015年7月1日 - ウッドランズとJBセントラルとのシャトルサービス運行開始。ウッドランズからJBセントラル以北への直通列車の設定が無くなる。

## その他の鉄道
- シンガポール南部のセントーサ島にはセントーサ・エクスプレスというモノレールが走っているほか、索道路線のシンガポール・ケーブルカーもある。